# يان بوس (عالم)
يان بوس (بالهولندية: Jan Just Bos)‏ (و. 1939 – 2003 م) هو مقدم تلفزيوني، وعالم نبات، ومذيع، وموجه قوارب ‏ هولندي، ولد في باليكبابان، شارك في Rowing at the 1960 Summer Olympics – Men's coxed pair ‏، وRowing at the 1964 Summer Olympics – Men's coxed pair ‏، توفي عن عمر يناهز 64 عاماً.

## التعليم
تعلم في جامعة فاخينينجن.

## روابط خارجية
- جان بوس على موقع الاتحاد الدولي للتجديف (الإنجليزية)
- جان بوس على موقع أوليمبيديا (الإنجليزية)